# 三宅由佳莉
三宅 由佳莉（みやけ ゆかり、1986年12月14日 - ）は海上自衛官（2等海曹）で、海上自衛隊が初めて募集した「声楽枠」に合格し、自衛隊初の専業歌手として採用されたヴォーカリスト（ソプラノ）。クラシックからアニメのテーマソングまで、ジャンルにとらわれない歌声は多くの支持を集めている。
現在は防衛大臣直轄部隊である海上自衛隊東京音楽隊に配属。

## 来歴
岡山県倉敷市出身。岡山県立岡山城東高等学校普通科音楽系、日本大学芸術学部音楽学科声楽コースを卒業。声楽を渡邊馨・山田美保子に師事。
2009年4月に海上自衛隊に入隊。約5か月間の自衛隊の基礎訓練の後、同年9月に東京音楽隊に海上自衛隊初のヴォーカリスト（ソプラノ）として配属され、全自衛官でただ1人の専属の「歌手」となった。
2011年末頃、例年日本武道館で開催される自衛隊最大の音楽イベントである「自衛隊音楽まつり」の様子が「ニコニコ動画」にアップされると、「歌がうますぎる」「綺麗」「カッコイイ」などと話題になり、その後も東日本大震災の被災地や、高校の吹奏楽部などを訪ねる姿が、フジテレビ系列『FNNスーパーニュース』やNHK『おはよう日本』などの報道・情報番組、読売新聞「顔」のコラムコーナーなどに取り上げられ認知が広がった。また、歌唱する動画がYouTubeにアップされるや再生回数30万回を突破するなど、数々のメディアに“美しすぎる自衛官”“海上自衛隊初の歌姫”などと取り上げられ、2013年には自衛官としては異例のメジャー・レーベルからのソロ・デビューに至り、同年8月発売のアルバム 『祈り～未来への歌声』が「第55回日本レコード大賞企画賞」、「第28回日本ゴールドディスク大賞クラシック・アルバム・オブ・ザ・イヤー」、「第6回CDショップ大賞クラシック賞」の3賞を受賞するなど、その評判が社会現象にまでなった。
これまでにパリ・ギャルド・レピュブリケーヌ吹奏楽団（パリ共和国親衛隊音楽隊）、仙台フィルハーモニー管弦楽団、ニュージーランド出身の女性歌手ヘイリー（Hayley Westenra）と共演、2度の国際軍楽祭に参加。

### 入隊後の足跡
- 2009年
  - 配属から間もない11月、「平成21年度自衛隊音楽まつり」に出演。ピアノ（太田紗和子(2等海曹)[注 3]）とのデュオで『童神』を歌唱した[映像 2]。以降三宅は2018年まで10年連続で同イベントに出演した。
- 2013年
  - 3月10日、文京シビックホールで開催された「21世紀の吹奏楽 第16回 “響宴”」に航空自衛隊航空中央音楽隊と共に出演。同音楽隊の演奏と三宅のソプラノで、河邊 一彦[注 4]の『嵯峨野 ～ソプラノと吹奏楽のために～』[映像 3]の初演を行った。
  - 5月5日、日本テレビ系列で放送の『行列のできる法律相談所』に太田紗和子（ピアノ）と共に出演。「美しすぎる海上自衛隊員 生歌をテレビ初披露」と題してスタジオで『Time To Say Goodbye』を歌唱した[20][21]。
  - 7月17日、ユニバーサルミュージック から後日発売予定のアルバムのリード曲『祈り~A PRAYER (PIANO VERSION)』が “三宅由佳莉” 名義でデジタル配信により先行発売されると、各メディアに「CDデビューする自衛官」[11]、「“海上自衛隊の歌姫“ 三宅由佳莉CDデビュー」[12][22]などと報じられた。
  - 8月28日、アルバムCD『祈り〜未来への歌声』発売。本アルバムはオリコンチャート（クラシック部門）の週間ランキング初登場で1位、4週連続1位を記録[14]、「海上自衛隊の歌姫、三宅由佳莉のデビューアルバム」として話題となり[14][23]、第55回日本レコード大賞企画賞を受賞するなど、自衛隊音楽隊創設以来の実績を残した（詳細についてはアルバム『祈り〜未来への歌声』の頁を参照)。日本経済新聞は同年11月21日付けの電子版で「自衛隊の歌姫と呼ばれる三宅由佳莉はメジャー・レーベルからのソロ・デビューを成功させた」と評した[24][25]。
  - 9月24日放送の「NHK歌謡コンサート」に出演。『祈り～a prayer』がゴールデンタイムのテレビ番組で初めて放送された[26]。
  - 10月16日、東京ドームで開催されたプロ野球クライマックスシリーズ[27]のファイナルステージ第1戦において国歌独唱を行った。
  - 11月2日、秩父宮ラグビー場で開催されたラグビーの国際親善試合『リポビタンDチャレンジカップ2013』日本代表対ニュージーランド代表（オール・ブラックス）戦において国歌独唱を行った[4][28]。
  - 11月4日、フジテレビ系列で放送の『SMAP×SMAP』に出演。SMAPのメンバーと共に東京音楽隊の演奏で『祈り～a prayer』と『オリジナル スマイル』を歌唱した[29][30]。
  - 11月7日、東京オーチャードホールで開催されたフランス国家憲兵隊の軍楽隊「パリ・ギャルド・レピュブリケーヌ吹奏楽団」（パリ・ギャルド）のコンサートに太田とともに参加。『祈り～a prayer』を同楽団と共演した[31][32]。
  - 12月30日、TBSテレビ、同ラジオ系列で放送の『第55回輝く！日本レコード大賞[33]』に東京音楽隊が生出演。企画賞を受賞したアルバム『祈り～未来への歌声』から収録曲『トゥモロー』を三宅のヴォーカルで演奏した[34]。

- 2014年
  - 1月6日、集英社から発売の『週刊プレイボーイ 3・4合併号（2014年1月27日号）』にグラビア記事が掲載された[35]。
  - 3月30日、東京エレクトロンホール宮城で開催された「つながる心　つながる力　みんなでつくる復興コンサート2014」において、仙台フィルハーモニー管弦楽団と共演した[36]。
  - 3月～4月、公演で来日したヘイリーと共演した。
    - 3月26日、ヘイリーの来日記念盤となるベストアルバム『アメイジング・グレイス〜祈り ヘイリー・グレイテスト・ヒッツ』が発売。ボーナストラックと初回限定盤付属のDVDミュージックビデオに、ヘイリーと三宅のデュエット『祈り～a prayer（デュエット・ヴァージョン）』が収録された[注 5]。
    - 4月7日、都内で開催されたヘイリーのベストアルバム発売イベントに太田紗和子（ピアノ）・岩田有可里（コントラバス）とともにゲスト出演した[37][38]。
    - 4月8日、日本テレビ系列で放送の『スッキリ!!』にヘイリーと東京音楽隊から三宅と太田が出演し生演奏を行った[39]。
    - 4月8日放送の『NHK歌謡コンサート』にヘイリーと東京音楽隊から三宅・太田・岩田・荒木美佳（ハープ）の4名が出演。ヘイリーと三宅の『祈り～a prayer（デュエット・ヴァージョン）』がテレビ番組で初めて放送された[40]。
    - 4月14日・15日、東京国際フォーラムホールCで開催されたヘイリーの東京公演に太田・岩田とともに参加した[41]。

  - 5月5日～12日、ノルウェーのオスロで開催された軍楽祭「ノルウェー憲法制定200周年記念日行事 ミリタリー・タトゥー2014」に東京音楽隊が参加[注 6]。三宅は和服を着て唱歌『ふるさと』を歌唱した[42][映像 4]。
  - 5月31日、建て替えとなった旧国立競技場の最後のイベント「SAYONARA国立競技場FINAL “FOR THE FUTURE”」で国歌独唱を行った[43]。
  - 7月1日、マツダ スタジアムでプロ野球「広島対巨人戦」に合わせて開催された、海上自衛隊呉地方隊による「呉地方隊創設60周年記念イベント」に参加。試合開始前の国歌独唱を行った[44]。
  - 8月31日、日本テレビ系列で放送の『24時間テレビ 「愛は地球を救う」』に東京音楽隊が出演[45]。『見上げてごらん夜の星を』を三宅のヴォーカルで演奏した[46]。
  - 10月26日、百里基地で開催された防衛省・自衛隊60周年記念航空観閲式（平成26年度第61回航空自衛隊航空観閲式）において国歌独唱を行った[映像 5]。
- 2015年
  - 4月7日、東京辰巳国際水泳場で開催された第91回日本選手権水泳競技大会開始式において、東京音楽隊の演奏をバックに国歌独唱を行った[47]。
  - 8月5日からYouTubeの海上自衛隊公式チャンネルで公開された「平成27年度自衛隊観艦式体験航海応募PR映像[映像 6]」並びに「同フォトコンテスト応募PR映像[映像 7]」、及び9月9日から公開された観艦式の紹介動画[映像 8][映像 9]に広報者として出演した[注 7]。

- 2016年
  - 元日、フジテレビ系列で放送の『新春！オールスター対抗歌合戦』に東京音楽隊がエキシビジョン出演[48][49]。テーマ曲の『一月一日』と『Let It Go ～ありのままで～』を三宅のヴォーカルで演奏した[50]。
  - 7月15日～8月2日、スイスのバーゼルで開催されたスイス連邦軍主催の軍楽祭「スイス・バーゼルタトゥー2016」に東京音楽隊が招待参加[51]。三宅は東京音楽隊単独演奏で振袖を着て『ふるさと』を歌唱、イギリス海兵隊との合同演技では、振袖から演奏服に着替えて『祈り〜A PRAYER』と『アメイジング・グレイス』を歌唱した[52]。[映像 10][注 2]

- 2018年
  - 9月21日からYouTubeの防衛省公式チャンネルで公開された「平成30年版防衛白書概要説明動画[映像 11]」の説明者として起用された。
- 2019年
  - 3月、2014年入隊のヴォーカリスト中川麻梨子（３等海曹）[注 8]と交代するかたちで横須賀地方総監の直轄部隊の横須賀音楽隊に異動となった[53]。
  - 5月1日[注 9]、ユニバーサルミュージックから “平成の時代に活躍し次の時代まで語り継ぎたいディーヴァ達の決定盤” として、「海上自衛隊東京音楽隊／三宅由佳莉」の『祈り～a prayer(full version)』と『希望』[注 10]を収録したヴァリアス・アーティストアルバム『GREATEST DIVA -CLASSIC-』が発売された[54]。
  - 5月21日～10月24日、令和元年度遠洋練習航海に「練習艦隊司令部音楽隊」隊員として参加した[55]。

- 2020年
  - 3月28日、作曲家の八木澤教司が東日本大震災被災者への応援歌『南風が吹いたら』を発表[56]。初演は八木澤がこの曲を紡ぐ過程を追ったドキュメンタリー番組内で横須賀音楽隊（歌唱:三宅）により演奏され[57]、番組放送終了後に八木澤の公式YouTubeチャンネルにおいて、ピアノバージョン[映像 12]と吹奏楽バージョン[映像 13][映像 14]が順次公開された。また、新型コロナウイルス感染症の世界的流行の中、横須賀音楽隊がYouTubeの海上自衛隊公式チャンネルにアップロードした演奏動画「日本応援メッセージ」シリーズ[58]の第2弾として公開された[映像 15]。なお、この楽曲のJASRACアーティスト（歌手）名登録は「三宅由佳莉」単独でされた[59][注 11]。

- 2021年
  - 7月18日、テレビ東京系列で放送の「日曜ビッグバラエティ[60]」に横須賀音楽隊の角田鈴音（ピアノ）、東京音楽隊の太田、中川とともに出演し、護衛艦ゆうぎりを背景にアニメの人気ソングを歌唱した（収録）[61][62]。放送に先立つ7月9日には、テレビ東京の公式YouTubeチャンネルで三宅と中川によるデュエット1曲が先出し公開された[映像 16]。また、放送終了後にはテレビ未公開部分を含むフルバージョの動画が公開された[映像 17][映像 18]。
- 2022年
  - 3月、中川と交代するかたちで東京音楽隊へ異動。
  - 4月26日、横須賀芸術劇場で開催された海上自衛隊創設70周年の記念式典において、橋本晃作（２等海曹）[注 12]とともに国歌を斉唱した[63]。
  - 6月4日～7月21日、ベトナム社会主義共和国とパラオ共和国で開催された「パシフィック・パートナーシップ2022」に参加した[64][映像 19]。
  - 11月18日～19日、新型コロナウイルス感染症の影響で3年ぶりの開催となった「令和4年度自衛隊音楽まつり」において、音楽隊全隊員の代表として再開の挨拶を行った[65][映像 20]。
- 2023年
  - 10月11日～20日、パプアニューギニア独立国で開催された「パシフィック・パートナーシップ2023（文化交流）」に参加した[66][映像 21]。
- 2024年
  - 5月26日、岡山市のジップアリーナ岡山で開催された「第74回 全国植樹祭岡山2024」の記念式典において、天皇皇后両陛下の御前で国歌を独唱した[67][68][映像 22]。

### 人物・エピソード
歌の好きな子どもだった。小さな体で祖母に寄り添いながら、歌集を開いて童謡を毎日のように一緒に歌った。小学校5年のときに同級生に誘われて児童合唱団に通い始め、その後高校2年生まで在籍。その他に中学生のときにはバスケットボール部、高校生のときにはダンス部に入部（チアリーダーにも所属）していた。中学の頃は宝塚歌劇団が好きで、姿月あさとのビデオをよく観ていた。
ミュージカル俳優を志していたので日本大学入学後はミュージカル研究会に入ろうと思っていたが、これまでに経験のないことをしたいという思いもありいろいろな部活を見学。空手部で見た女性の“型”の姿が非常に格好良く映り空手部に入部した。在学中の2007年に全国大会（平成19年度全日本空手道剛柔会全国大会 女子段外 型の部）で優勝した。性格は「天真爛漫で負けず嫌い」。
大学卒業前に大手百貨店への就職が内定していたが、恩師・渡辺馨から海上自衛隊が歌手（ヴォーカリスト）を募集しているので受けてみるよう勧められた。当初受ける気はなかったが断れず説明会に参加、東京音楽隊の具体的な活動を聞いてから意識が変わり、海上自衛隊が初めて設けた声楽採用1名の枠に合格して2009年4月に入隊した。
音楽隊ではクラシックだけでなく、オペラや演歌、J-POP、アニメソングなど幅広いジャンルの曲を歌っていく必要があり、各曲に相応しい歌い方をマスターできず悶々としていた。何度も失敗を重ね、その度に自分の無能さを思い知った。また、「自衛隊の歌姫」としての前例がないため、初めの頃は歌う機会自体も少なかった。同期の奏者が様々な場に参加している間、三宅は電話番や事務仕事をしていることが多く、「きょう一日何をやったんだろう」と虚無感が押し寄せてくる日も多々あった。隊員の一員として役立てない自分が悔しく、3年ほどは歯がゆさを感じ続けていた。
ブレイク前の2011年11月27日・12月4日深夜放送のSMAPの番組『ベビスマ』に出演。SMAPのメンバーが女性出演者と合コンをして女性の職業を当てるという企画で、東京業務隊の隊員と補給本部の隊員と三宅の3人が私服で出演した。自己紹介で三宅が空手の板割りと童謡『赤とんぼ』を披露すると、草彅剛は「アンジェラ・アキもびっくり」と驚嘆し、他の出演メンバーからは「紅白出られる」と称賛された。実際に、2013年大晦日のNHK紅白歌合戦に自衛官として初出場になるのではないかと話題になったがエントリーには至らなかった。
2016年1月5日、出身地の岡山県から県の情報発信やイメージアップ、魅力ある岡山県づくりについてアドバイスを行う「おかやま晴れの国大使」に任命された。
2018年5月31日に行われた全海上自衛隊空手道選手権大会、形個人戦女子有段の部で第1位。同年6月2日に日本武道館で開催された第55回全自衛隊空手道選手権大会、形試合女子個人戦では第2位の成績を収めた。
2019年、空手三段に昇段（全日本空手道剛柔会）。
2020年、おかやま晴れの国大使として岡山後楽園の閉園アナウンスを担当（録音放送）。
2024年11月26日、日本テレビ系列で放送された地元代表アーティストNo.1を表彰する番組、『47都道府県“地元が誇るアーティスト&歌”を表彰 県民ソング栄誉賞』で岡山県民が表彰するアーティストの7位に入賞した。

### 自衛隊音楽隊における声楽歌手の拡充

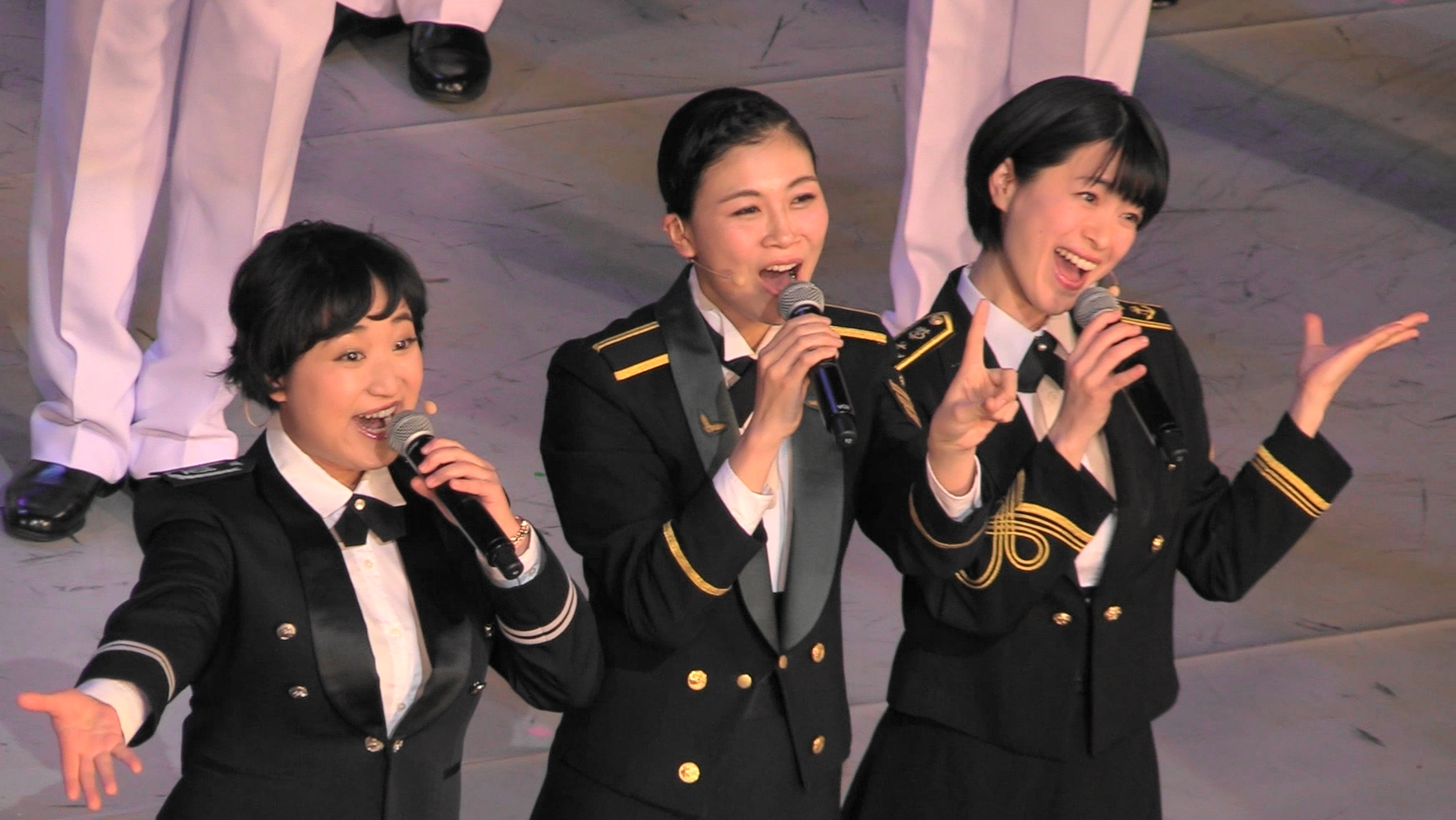
右から三宅・松永・森田
（平成29年度自衛隊音楽まつり）

海上自衛隊東京音楽隊は、陸空音楽隊に先駆けて、声楽（vocal）担当の女性自衛官を採用したことで注目を集めたが、実はその前に陸上自衛隊中央音楽隊が歌手を募集しており、その時の志願者は男性ばかりで入隊までには至らなかった。そのうちに海上自衛隊が募集して三宅が入隊し、三宅は海上自衛隊の顔にとどまらず、防衛省の顔ともなり、その反響の大きさを受けて陸上自衛隊や航空自衛隊の音楽隊でも歌手を採用した。 
2014年、海上自衛隊にさらに1名（横須賀音楽隊-中川麻梨子）、陸上自衛隊に2名の専任歌手（中央音楽隊-松永美智子、中部方面音楽隊-鶫真衣）が配置された。陸上自衛隊が再度歌手を募集したときには逆に女性ばかりであった。
2017年には航空自衛隊にも1名、ピアノ兼任の歌手（航空中央音楽隊-森田早貴）が配置され、専門に声楽科を卒業した女性歌手が陸海空で5名となった。陸上自衛隊では特に“声楽要員”の表記が用いられ、一般的にそれぞれの隊の“歌姫”の愛称で親しまれるようになった。2018年に開催された「平成30年度自衛隊音楽まつり」には5人すべての歌姫が出演し、共演を果たした。
2021年、海上自衛隊が男声（大学で声楽を専攻した男性 ）の技術海曹を募集し、12月に橋本晃作（テノール）が東京音楽隊に初の男性ヴォーカリストとして配属された。
2022年、陸上自衛隊が歌手を募集し、10月に西部方面音楽隊初のソプラノ歌手として東京芸術大学卒業の水上珠奈が配属された。自衛官として歌う三宅に憧れ、陸上自衛隊が７年ぶりに声楽要員の採用枠を設けたことを知って入隊を決意した。
三宅の入隊から15年目の2024年、さらに2名の声楽を学んだ女性が自衛官として配属となり、自衛隊における声楽歌手はこれまで最大の総勢8名を数えた。

#### 自衛隊音楽隊のヴォーカリスト（声楽歌手）
※2024年（令和6年）12月時点

##### 海上自衛隊
- 東京音楽隊
  - 2等海曹 三宅 由佳莉（ソプラノ）
  - 2等海曹 橋本 晃作（テノール） - 2021年入隊（技術海曹）
    - 武蔵野音楽大学卒、同大学院修了。神奈川県出身。[95]
- 横須賀音楽隊
  - 3等海曹 中川 麻梨子（ソプラノ） - 2014年入隊
    - 愛知県立芸術大学音楽学部声楽専攻卒、同大学院修了。大阪府泉佐野市出身。[96]

##### 陸上自衛隊
- 中央音楽隊 - 3等陸曹 鶫 真衣（ソプラノ） - 2014年入隊
  - 国立音楽大学、洗足学園音楽大学大学院。石川県金沢市出身。

- 中部方面音楽隊 - 1等陸士 濱野 萌々子（ソプラノ） - 2024年入隊
  - 京都市立芸術大学音楽学部卒、同大学院修了。大阪府松原市出身。
  - 京都フランス歌曲協会会員[93]

- 西部方面音楽隊 - 陸士長 水上 珠奈（ソプラノ） - 2022年入隊
  - 東京藝術大学音楽部声楽科卒。茨城県出身。[97]

##### 航空自衛隊
- 航空中央音楽隊 - 1等空士　清水 万理子（ソプラノ） - 2024年入隊
  - 愛知県立芸術大学音楽学部声楽専攻卒、同大学院修了。富山県出身。[94]

- 南西航空音楽隊 - 3等空曹　森田 早貴（ソプラノ） - 2017年入隊[注 14]
  - 愛知県立芸術大学音楽学部声楽専攻卒業。愛知県名古屋市出身[98]。

## 受賞
- 第3級賞詞 第3級防衛功労章[映像 25]
- 第11回日藝賞（2016年）[8]

## ディスコグラフィ
(discography)

### シングル／フィーチャリング・アルバム
シングル及び‘’ヴォーカル（ソプラノ）三宅由佳莉‘’をフィーチャーしたアルバム。

#### ユニバーサルミュージック
- 2013年7月17日発売、配信シングル『祈り～A PRAYER（PIANO VERSION）』三宅由佳莉（海上自衛隊東京音楽隊所属）

- 2013年8月28日発売、アルバムSHM-CD『祈り〜未来への歌声』海上自衛隊東京音楽隊／三宅由佳莉
- 2013年9月25日発売、シングルCD MAXI『祈り～A PRAYER』海上自衛隊東京音楽隊／三宅由佳莉
- 2013年11月6日発売、アルバムSHM-CD『遙かな海へ』海上自衛隊東京音楽隊
- 2015年3月4日発売、アルバムCD『希望〜Songs for Tomorrow』海上自衛隊東京音楽隊／三宅由佳莉
  - 特典DVD付きSHM-CD仕様の限定盤同時発売。
- 2016年3月30日発売、アルバムSHM-CD『響け!ブラバン・ヒーローズ』海上自衛隊東京音楽隊、三宅由佳莉
- 2016年6月1日発売、アルバムSHM-CD『THE BEST〜DEEP BLUE SPIRITS〜』海上自衛隊東京音楽隊、三宅由佳莉
- 2017年10月25日発売、アルバムSHM-CD『シング・ジャパン―心の歌― 』海上自衛隊東京音楽隊、三宅由佳莉
- 2023年8月23日発売、配信シングル『祈り～a prayer 2023 [duet version]』海上自衛隊東京音楽隊
- 2023年8月30日発売、アルバムCD『Departure〜新たな船出』三宅由佳莉（海上自衛隊東京音楽隊所属）

[出典:]

#### ブレーンミュージック
- 2016年7月15日発売、アルバムCD『われら海の子』海上自衛隊東京音楽隊[100]

### 参加（出演・コラボ）作品
三宅がレコーディングに参加、または出演したステージを収録した作品、及び他のアーティストとのコラボレーションによる歌唱を収録した作品（〇番号はトラック(track)番号）。
- 2013年5月17日発売、CD、DVD-R『21世紀の吹奏楽「響宴XVI」新作邦人作品集』（ブレーンミュージック）[101]
  - DISC2 ‐⑨『嵯峨野〜ソプラノと吹奏楽のために〜[映像 3]』(演奏：航空自衛隊航空中央音楽隊、指揮:2等空佐 水科克夫）
- 2013年12月21日発売、海上自衛隊横須賀音楽隊のアルバムCD『海上自衛隊音楽隊委嘱作品集「ヨコスカの海と風」』（CAFUAレコード）[102]
  - ⑬『嵯峨野 ～ソプラノと吹奏楽のために～より3楽章 川のほとり』
- 2014年3月26日発売、ヘイリーのベスト・アルバム『アメイジング・グレイス〜祈り ヘイリー・グレイテスト・ヒッツ』（デッカ / ユニバーサルミュージック合同会社）[103][104]
  - CD - ⑯(ボーナストラック)、限定盤付属DVD(ミュージック・ビデオ) - ①『祈り～a prayer（duet version）』ヘイリー&三宅由佳莉（海上自衛隊東京音楽隊）

- 2014年7月22日発売、DVD『海上自衛隊東京音楽隊 河邊一彦 作品集 交響組曲「高千穂」』（パルス東京）[105]
  - ③『交響組曲「高千穂」Ⅱ．仏法僧の森』
  - ⑥『祈り　trio版　a Prayer』[注 15]
  - ⑩『嵯峨野 ～ ソプラノと吹奏楽のために ～ より　川のほとり』[注 16]
  - ⑪『サンバ・デ・カリブ』[注 17]
  - ⑬『忘れられた歌』[注 16]
  - ⑮『交響組曲”River”より　第１楽章　邂逅の森（かいこうのもり）』　　
  - ⑱『祈り（吹奏楽版）a Prayer』[注 15]

- 2021年2月5日発売、アルバムCD『八木澤教司吹奏楽作品集「曙光の波をきって」（演奏：海上自衛隊呉音楽隊）』（ワコーレコード）[106][107]
  - ⑬『 南風が吹いたら（吹奏楽バージョン）』
- 2021年11月30日発売、アルバムCD『清水大輔吹奏楽作品集「umi no oto」（演奏：海上自衛隊横須賀音楽隊）』（ロケットミュージック）[108]　
  - ②『希望　Hope （Wind Band Version）』[注 18][映像 26]
  - ⑨『愛のキセキ　L or L』[注 19][映像 27]
  - ⑩『希望　Hope （Ensemble Version）』[注 18]
- 2023年9月20発売、岡本知高のアルバムCD『あなたに太陽を～CDデビュー20周年記念ベスト』（ユニバーサル ミュージック合同会社）[109]
  - ③「祈り～a prayer 2023」[映像 28]

### V.A.アルバム
Various Artistsアルバム（〇番号はトラック(track)番号）。
- 2013年12月25日発売、『クラシカル・ナウ2014』（EMI CLASSIC / ユニバーサルミュージック合同会社）[110]
  - CD1 ‐ ①『祈り~a prayer (edit version)』
- 2014年2月5日発売、『祈り～心を癒す優しい歌ベスト』（UNIVERSAL CLASSICS & JAZZ / Universal Music LLC）[注 20]
  - ①『祈り~a prayer (piano version)』
- 2014年5月14日発売、『麗しの歌 クラシック編』（UNIVERSAL CLASSICS & JAZZ / ユニバーサルミュージック合同会社）[111]
  - ③『夢やぶれて(ミュージカル《レ・ミゼラブル》～)』
- 2014年12月10日発売、『癒しの歌姫』（ユニバーサル・ミュージック）[112]
  - ⑦『タイム・トゥ・セイ・グッバイ 』
- 2014年12月17日発売、『決定盤！ フィギュアスケート・ベスト 2014 - 2015』（ユニバーサル・ミュージック）[113]
  - ⑧『夢やぶれて（ミュージカル『レ・ミゼラブル』から）』
- 2015年1月7日発売、『決定盤！ベスト・オブ・ミュージカル』（ユニバーサル・ミュージック）[114]
  - ⑭『トゥモロー（英語版）（《アニー》より）』
- 2019年5月1日発売、『GREATEST DIVA -CLASSIC-』（Universal Music）[54]
  - DISC1 ‐ ⑪『祈り～a prayer （full version）』
  - DISC2 ‐ ⑪『希望』[注 10]
- 2020年4月より順次発売、『昭和の名曲カバー集「SONGS FOREVER 歌い継ぎたい日本の名曲」』（ユニバーサルミュージック / 燈音舎(音楽のある風景)）[115]
  - DISC3 ‐ ⑨『木綿のハンカチーフ』